# Hereinspaziert!
Hereinspaziert! (Originaltitel: À bras ouverts) ist eine französisch-belgische Filmkomödie aus dem Jahr 2017. Regie führte Philippe de Chauveron, die Hauptrollen spielen Christian Clavier und Elsa Zylberstein. Der Film handelt von einer in gehobenen Verhältnissen lebenden französischen Familie, die unfreiwillig eine bislang obdachlose Roma-Familie auf ihrem Grundstück beherbergt.

## Handlung
Der politisch linksliberale Professor und Schriftsteller Jean-Étienne Fougerole, der mit seiner Familie in einem luxuriösen Anwesen lebt, plädiert in seinem neuesten Buch Hereinspaziert! für die Aufnahme von obdachlosen und ausländischen Menschen in Frankreich. In einem Streitgespräch, das er live im Fernsehen mit einem konservativen Gegner seiner Ansichten führt, lässt er sich spontan zu der Zusage hinreißen, bedingungslos hilfsbedürftige Roma in seiner Villa aufzunehmen. Bald darauf bitten ihn der obdachlose Mann Babik und dessen in schäbigen Verhältnissen lebende Roma-Familie um Einlass in sein Grundstück. Sehr zum Unmut seiner Frau Daphné lässt Jean-Étienne die Familie gewähren. 
Die Familie spricht Jean-Étienne im weiteren Verlauf meist mit dem Namen Hereinspaziert an. Sie wohnt daraufhin in ihrem Wohnwagen, der auf der bislang gepflegten Wiese vor der Villa parkt. Dort hält Babiks Familie zudem ein ausgewachsenes Schwein als Haustier. Während die Roma ihren Aufenthalt genießen, fällt es dem Ehepaar Fougerole schwer, deren Sitten und Gebräuche zu akzeptieren. Die Ehe der Fougeroles wird auf eine noch härtere Probe gestellt, als die Toilette im Wohnwagen ausfällt und die Roma die Toiletten in der Villa mitnutzen. Dennoch entwickelt sich zwischen den beiden Familien eine freundschaftliche Beziehung. Bald macht Jean-Étiennes TV-Gegner öffentlich, dass ein Mann aus der Roma-Familie gar kein Roma, sondern ein Franzose ist. 
Indes verliebt sich Jean-Étiennes Sohn Lionel in Babiks Tochter. Sie verstoßen gegen Babiks Verbot, vorehelichen Sex zu haben. Während Jean-Étienne die Liebe der beiden akzeptiert, ist Babik zunächst wütend über den Sex. Bald ändert er aber seine Meinung. Schließlich heiratet Lionel, der des geordneten Lebens in seines Vaters Villa überdrüssig ist, Babiks Tochter in Rumänien. Lionels Eltern nehmen an der rauschenden Hochzeit mit Freuden teil.

## Veröffentlichung
Kinostart in Frankreich war am 5. April 2017, in Deutschland am 21. September 2017.

## Rezeption
Französische Zeitungen waren von dem Film bei seiner Erstveröffentlichung nicht besonders angetan und beurteilten ihn als rassistisch. Ein Rezensent der Zeitung Le Monde etwa befand ihn für den unangenehmsten der bisher drei Filme, in denen sich der Regisseur mit nach Frankreich gekommenen Migranten befasst. Unter anderem die Figur des Roma-Vaters Babik sei von rassischen Stereotypen wie etwa Dreitagebart und Metallzähnen geprägt. Im Le Parisien hieß es, dem Film sei es nicht gelungen, Rassismus zu vermeiden. Babik und seine Familie würden zunehmend abscheulich, unsympathisch und sogar angsteinflößend dargestellt und der Film würde ein verabscheuungswürdiges Bild der ohnehin schon stigmatisierten Roma-Gesellschaft zeichnen. Ein Rezensent des Online-Magazins Slate.fr nannte den Film 'inakzeptabel'.
Der Vorsitzende des Zentralrats Deutscher Sinti und Roma Romani Rose erklärte, der Film reproduziere rassistische und antiziganistische Stereotype. Zugewanderte rumänische Roma würden als nicht integrierbare Gegenkultur zur westlichen Zivilisation dargestellt.
Die deutsche Filmzeitschrift epd film urteilte, dass der Film das Thema Rassismus in der französischen bzw. europäischen Gesellschaft nur oberflächlich behandele und meinte: „Vergeblich wünscht man sich, dass der Film mehr wagt, dass er frecher, roher, bissiger mit seinen Helden und dem Zuschauer umspringt.“ Mangelnden Biss beklagte auch der Film-Dienst, aus dem sich das Lexikon des Internationalen Films speist und der dem Film nur einen von fünf möglichen Sternen vergab: „Die mitunter recht abgedroschene Gesellschaftssatire lotet manche Untiefe des intellektuellen Großbürgertums aus, ist für eine bissige Komödie allerdings zu lahm inszeniert.“
Die teleschau – der Mediendienst urteilt: „Kino zum Fremdschämen“:

„Mit "Monsieur Claude und seine Töchter" landete Philippe de Chauveron einen Überraschungshit. Nun versucht der Regisseur das Kino-Publikum mit "Hereinspaziert" erneut mit einem Clash der Kulturen zu begeistern. … Dumm nur, dass de Chauverons "Wohlfühlkomödie" dieses Mal so gar nicht schmecken will. Sie hinterlässt sogar einen ganz schön üblen Nachgeschmack.
Alle versuchten Witze in diesem Film wollen auf politisch inkorrekte Weise zünden. Die Komik … ist bei weitem nicht bissig, originell und nuanciert genug, um intelligent zu sein. … Man muss keinen Drehbuchkurs besucht haben, um zu wissen, dass der … Film sich dann rasch seinem heuchlerischen Happy-End zuneigt. Französisches Schlechtfühlkino zum Fremdschämen.“